# Evagoras Paphos
Athlitikos Syllogos Evagoras Paphos (griechisch Αθλητικός Σύλλογος Ευαγόρας Πάφου) war ein zyprischer Fußballverein aus Paphos im Südwesten der Insel. 2000 fusionierte er mit dem Lokalkonkurrenten APOP Paphos zum bis 2014 bestehenden AE Paphos.

## Geschichte
Der Klub wurde 1961 gegründet und trat zunächst unterklassig an. 1968 gewann die Mannschaft ihre Staffel der Second Division und setzte sich in den Aufstiegsspielen zur First Division gegen Enosis Neon Paralimni durch. Mit nur zwei Siegen im Verlauf der Saison 1968/69 stieg der Klub jedoch direkt wieder ab. In den folgenden Jahren stieg die Mannschaft immer wieder in die höchste Spielklasse auf, konnte sich dort jedoch ebenso wie der Lokalkonkurrent APOP nie dauerhaft etablieren – insgesamt spielte Evagoras 18 Spielzeiten in der First Division. Daher schlossen sich die beiden Klubs 2000 – Evagoras war zu diesem Zeitpunkt Zweit- und APOP Erstligist – zusammen, um in Paphos eine schlagkräftige Mannschaft für die First Division aufzustellen.